# Totolapa
Totolapa es una localidad del estado de Chiapas, en el sur de México cabecera del municipio homónimo. Está ubicada en la posición 16°32′43″N 92°40′59″O / 16.54528, -92.68306, a una altitud de 603 m s. n. m.

## Toponimia
El nombre Totolapa se traduce como "Río de las aves". Cecilio Robelo, en su obra «Sinopsis Toponímica Nahoa» señala que el nombre Totolapan se traduce como “En agua de las gallinas”.

## Demografía
Cuenta con 4600 habitantes lo que representa un incremento promedio de 0.01% anual en el período 2010-2020 sobre la base de los 4596 habitantes registrados en el censo anterior. Ocupa una superficie de 0.8071 km², lo que determina al año 2020 una densidad de 5700 hab/km².
| Gráfica de evolución demográfica de Totolapa entre 2000 y 2020    |
|                                                                   |
| Fuente: Instituto Nacional de Estadística Geografía e Informática |

La población de Totolapa está mayoritariamente alfabetizada (16.80% de personas analfabetas al año 2020) con un grado de escolarización en torno de los 6 años. Solo el 1.52% de la población se reconoce como indígena.